# 旭川実業高等学校
旭川実業高等学校（あさひかわじつぎょうこうとうがっこう）は、北海道旭川市末広8条1丁目に所在する私立の高等学校。

## 概要
生徒数は1026人、教職員数は81人、事務職員数は7人
通称は旭川実業、旭実（きょくじつ）、実高（じっこう）。学校法人名は北海道立正学園（ほっかいどう・りっしょうがくえん）で、北海道立ではない。野球部、サッカー部、女子バレーボール部、バドミントン部、卓球部、銃剣道部が強豪として知られる。
修学旅行は、国内班（京都・大阪・広島）と韓国班の2コース選択制。

## 沿革
- 1960年（昭和35年) 学校法人北海道立正学園・旭川実業高等学校創立、開校　自動車科・商業科設置
- 1961年（昭和36年）工業科に電気科、建設科増設
- 1962年（昭和37年）工業科に機械科増設
- 1964年（昭和39年）普通科設置
- 1977年（昭和52年）建設科を建築科に科名変更
- 1989年（平成元年）普通科校舎竣工　機械科を電子機械科に科名変更　制服をブレザー型に制定
- 1997年（平成9年）本館校舎改修工事、普通科校舎増築工事完了
- 2005年（平成17年）工業科に総合技術科設置（電気科、電子機械科を改組・統合）
- 2009年（平成21年）工業科に機械システム科設置（総合技術科を改編）　本館校舎外装工事完了　スクールバス運行開始
- 2010年（平成22年）新制服制定　創立50周年記念式典挙行
- 2013年（平成25年）普通科に難関選抜コース設置
- 2017年（平成29年）本館校舎耐震工事完了
- 2019年（平成31年）人工芝敷設工事完了

## 校訓
「遵法」・「中正」・「寛容」

## 教育目標
個性・能力の伸長をはかり、その成果によって自主独立の精神と国際的視野を養い、国家社会の興隆発展とその福祉増進に寄与できる人材を育成する。

## 現在設置されている学科
- 自動車科（1960年度-）
- 商業科（1960年度-）
- 普通科（1964年度-）
- 機械システム科（2009年度-）

## 以前設置されていた学科
- 電気科（1961-2004年度）
- 建築科（1961-2008年度）
- 機械科（電子機械科）（1962-2004年度）
- 総合技術科（2005-2008年度）

## 部活動
- 運動部
  - 野球部 - 全国高等学校野球選手権大会には3回出場、選抜高等学校野球大会には2回出場している。
  - 男子サッカー部 - 全国高等学校サッカー選手権大会には7回出場、全国高等学校総合体育大会には5回出場している。
  - 女子サッカー部
  - バドミントン部
  - 卓球部
  - 男子バレーボール部
  - 女子バレーボール部 - 全日本バレーボール高等学校選手権大会には29回出場、1988年には全国制覇。全国高等学校総合体育大会には28回出場。
  - 男子バスケットボ－ル部
  - 女子バスケットボール部
  - 硬式テニス部
  - 男子ソフトテニス部
  - 女子ソフトテニス部
  - 陸上部
  - 柔道部
  - 銃剣道部
  - 剣道部
  - 弓道部
  - ダンスサークル
  - 旭山サークル
  - バドミントンサークル
  - ソフトボールサークル
  - ソフトテニスサークル
  - チアリーダー・応援団
- 文化部
  - 吹奏楽部
  - 旭実太鼓部
  - 演劇部
  - 放送部
  - 写真部
  - 美術部
  - 情報・簿記部
  - 将棋部
  - 茶道部
  - 華道部
  - 科学サークル
  - ものづくりサークル
  - 国際交流サークル
  - 軽音楽サークル
  - 韓流サークル
  - 天体サークル
  - 書道サークル
  - エンジニアクラブ
  - 漫画同好会
  - 囲碁同好会
  - 図書局
  - クイズサークル
  - モータースポーツサークル

## 著名な出身者

### スポーツ

#### バレーボール
- 松川一代
- 鈴木晶子
- 成田郁久美（信州ブリリアントアリーズ：コーチ）
- 渡邊絢子
- 金子志保
- 奥山優奈
- 廣瀬七海
- 笠井季璃（トヨタ車体クインシーズ）

#### 野球
- 吉井晃
- 牧谷宇佐美
- 成瀬功亮
- 玉井大翔
- 田中楓基

#### サッカー
- 鈴木健太郎
- 阿部陽輔
- 内田錬平
- 遠藤元一
- 圓道将良
- 渡邊啓吾

#### その他競技
- 高橋健介（フットサル選手）
- 中山智香子（元バドミントン選手）

### 芸能
- 小橋亜樹（タレント）
- とにかく明るい安村（お笑い芸人）
- 宮澤篤司（歌手）
- 福井晶一（ミュージカル俳優：元劇団四季）
- ラフ→チケット（お笑いコンビ）
- 坂口渚沙 (アイドル：元AKB48)

### その他
- 谷口雅彦（写真家、アートプロデュ―サー、近現代写真研究家、令和4年度旭川市文化奨励賞受賞者）
- 小山啓太（身体教育学者）